# 譚國
譚國是周朝的一個諸侯國。
周朝初年大封诸侯的时候，周武王分封了谭国，位置在山东省章丘西，子爵爵位。因为国势一直不盛，不久成为齐国附庸国。
齊國公子小白出亡時，曾經過譚國，譚國國君不以禮接待。後來小白回國即位 (是為齊桓公)，譚國亦未有派人祝賀。結果譚國在前684年被齊國所滅，譚國國君流亡到同盟國莒國。譚國後代以國名為姓氏。